# 小欧诺佛喷泉

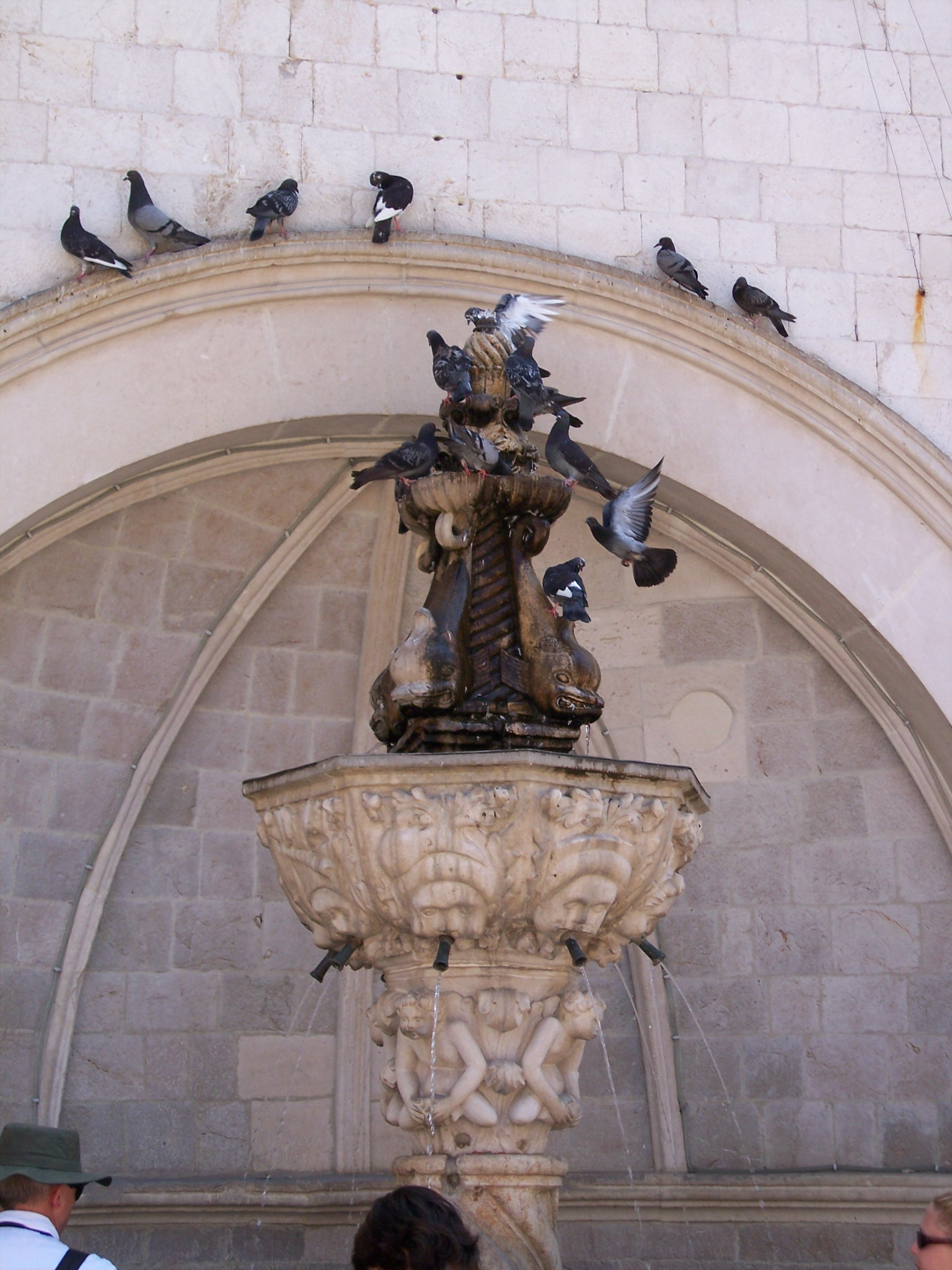
小欧诺佛喷泉

小欧诺佛喷泉（Mala Onofrijeva česma）是位于杜布罗夫尼克中心的一个喷泉。
喷泉位于斯特拉頓街（Stradun）东端，毗邻杜布罗夫尼克主要警卫大楼。喷泉水供应杜布罗夫尼克卢扎广场（Trgu Luža）的市场。喷泉建于1438年，由那不勒斯建筑商欧诺佛德拉卡瓦（Onofrio della Cava）设计，因而命名。他还设计了大欧诺佛喷泉。喷泉的雕塑作品由雕塑家彼得·马蒂诺夫（Petar Martinov）完成。
在中世纪，附近有一个犹太喷泉，供水给杜布罗夫尼克的犹太人，后来转移到布尔萨尔耶（Brsalje）。1996年2月3日在原址修复并重新安装，以避免在杜布罗夫尼克围城战期间遭到破坏和炮击。小欧诺佛喷泉旁边的区域，是杜布罗夫尼克夏季音乐节的舞台空间，喜剧《斯塔纳克的短篇小说》（Novela od Stanca）在此演出。